# Václav Voseček
Václav Leopold Voseček (německy též Wenzel Leopold Woseček, 26. září 1882 Hořice – 5. prosince 1969 Štětí) byl český voják a námořní důstojník Loďstva rakouské císařské armády, pilot, od roku 1914 první velitel k.u.k. Seeflugwesen, rakousko-uherského námořního letectva, během první světové války. Po vzniku Československa vstoupil do Československé armády a působil jako první důstojník parníku Legie pod velením kapitána Josefa Holuba, první lodi pod československou vlajkou, která převážela na 1000 legionářů po Sibiřské anabázi z Vladivostoku do Evropy. Posléze z armády odešel do výslužby, usadil se ve Štětí a pracoval jako kapitán Československého obchodního loďstva.

## Život

### Mládí
Narodil se ve východočeských Hořicích jako Václav (Wenzel) Leopold Woseček. Po vychození obecné školy a střední školy byl roku 1902 přijat na námořní akademii ve Fiume na Istrijském pobřeží, kde se jeho spolužákem posléze stal též Josef Holub, pozdější velitel bojové ponorky. Roku 1907 dosáhl důstojnické hodnosti námořního kadeta (Linienschiffsfähnrich) byl přijat do řad do rakousko-uherského válečného loďstva.
V letech 1907 až 1911 sloužil na řadě plavidel Jaderské flotily, mj. na bitevní lodi S.M.S. Tegetthoff a křižníku S.M.S. Zenta. Roku 1911 pak úspěšně absolvoval pilotní kurz pro důstojníky a podnikal vojenské lety.

### První světová válka
Dne 28. července 1914 Rakousko-Uhersko vyhlásilo válku Srbsku. Voseček v září 1914 získal pilotní diplom námořního pilota s pořadovým číslem 1 a díky svým kombinovaným námořním a leteckým zkušenostem jmenován velitelem nově vytvořeného námořního leteckého útvaru k.u.k. Seeflugwesen. Zároveň se stal velitelem základny jednotky v Pule. Jednotka měla k dispozici mj. rakouské letouny Löhner L a L.40
Poté, co Italské království vystoupilo z Trojspolku a stala se tak pro Rakousko-Uhersko nepřátelskou zemí, stál Voseček v čele první bojové operace jednotky: nočního náletu na italské území v noci z 23. na 24. května 1915. 27. května, o tři dny později, byl při letecké operaci nucen se svým hydroplánem L.40 nouzově přistát v laguně u obce Comaccio na italském pobřeží, kde byl následně zajat italskou armádou a umístěn do internačního tábora.
V květnu 1917 se Vosečkovi podařilo z tábora uprchnout a přes území neutrálního Švýcarska se dostat zpět ke své jednotce, do které byl opětovně zařazen jako zástupce velitele Bořivoje Radoně, jeho českého krajana. Byl oceněn rakouským Řádem železné koruny III. třídy s válečnou dekorací.

### Po vzniku Československa
Během vyhlášení samostatného Československa 28. října 1918 se Václav Voseček přihlásil do Československé armády, kde získal funkci na 34. (lodním) oddělení Ministerstva národní obrany a roku 1919 byl nasazen u strážních člunů na Dunaji a Labi. Několikrát přitom čelil ústrkům pro svou službu Rakousku-Uhersku po celou dobu války, podobně jako Josef Holub, jeho ministerský kolega.

### ParníkLegie
Začátkem roku 1920 byl s Holubem vyslán do Vladivostoku, aby zde ve spolupráci s Václavem Girsou, V. Houskou a Vladimírem Hurbanem připravil půdu pro evakuační plán jednotek do vlasti námořní cestou. Vojska československých legií byla po uzavření separátního míru Ruska s mocnostmi Spolku pro návrat do vlasti nucena podstoupit tzv. Sibiřskou anabázi a vrátit se do posléze vzniknuvšího Československa přes Vladivostok a následně mořskou cestou kolem Asie do Evropy. Holub zajistil transport nákladu surovin pro vojáky vypravený z Terstu na palubách japonských lodí Šunko Maru a Liverpool Maru. Do Japonska rovněž osobně odjel, aby zde v Kóbe pro potřebu přesunu legionářů zprostředkoval koupi zámořské lodi Taikai Maru, nedávno vyrobené v loděnicích Učida v Jokohamě, za částku 45 219 763 francouzských franků z prostředků Legiobanky. Její název byl změněn na Legie, jejího velení se ujal Holub osobně, Václav Voseček se pak stal jeho prvním důstojníkem. Jednalo se vůbec o první námořní loď pod československou vlajkou. Legie vyplula z Kobé, ve Vladivostoku nalodila jeden z posledních transportů, přibližně tisíc legionářů, a po zásobovacích zastávkách v přístavech Karatsu, Singapuru a Colombu, a proplutí Suezským průplavem dorazila koncem října 1920 do Terstu.
Holub pak roku 1921 z armády odešel a Voseček se po něm stal kapitánem Legie. Posléze působil u Československého obchodního loďstva. Roku 1923 se poprvé oženil, manželství bylo posléze rozvedeno. Změnil si své příjmení na Voseček. Od roku 1936 se se svou druhou manželkou Jindrou usadil ve Štětí, kde si u Labe nechali vystavět rodinnou vilu
Po podpisu Mnichovské dohody a obsazení Sudet, včetně Štětí, Nacistickým Německem rodina Vosečkova z města nevystěhovala a zůstala zde až do osvobození Československa. Voseček se osobně účastnil se rovněž povstání v květnu 1945 ve městě, po německé kapitulaci předsedal Národnímu výboru ve Štětí, který převzal kontrolu nad městem.

### Úmrtí
Václav Voseček zemřel 5. prosince 1969 ve Štětí na rakovinu ve věku 87 let.